# Guerra Civil do Camboja
A Guerra Civil Cambojana (em quemer:  សង្គ្រាមស៊ីវិលកម្ពុជា, UNGEGN: Sângkréam Sivĭl Kâmpŭchéa) foi uma guerra civil no Camboja travada entre as forças do Partido Comunista do Kampuchea (conhecido como Khmer Vermelho, apoiado pelo Vietnã do Norte e pelos Vietcongues) contra as forças governamentais do Reino do Camboja e, depois de outubro de 1970, a República Khmer, que sucedera ao reino (ambas apoiadas pelos Estados Unidos e pelo Vietnã do Sul).
A luta foi complicada pela influência e ações dos aliados dos dois lados em conflito. O envolvimento do Exército Popular do Vietnã (PAVN) do Vietnã do Norte foi concebido para proteger as suas áreas de base e santuários no leste do Camboja, sem os quais teria sido mais difícil prosseguir o seu esforço militar no Vietnã do Sul. A sua presença foi inicialmente tolerada pelo príncipe Sihanouk, o chefe de estado cambojano, mas a resistência interna combinada com a China e o Vietnã do Norte continuando a fornecer ajuda ao Khmer Vermelho antigovernamental alarmou Sihanouk e fez com que ele fosse a Moscou para solicitar as rédeas soviéticas. no comportamento do Vietnã do Norte. A deposição de Sihanouk pela Assembleia Nacional do Camboja em Março de 1970, na sequência de protestos em larga escala na capital contra a presença de tropas do PAVN no país, colocou no poder um governo pró-americano (mais tarde declarado República Khmer) que exigiu que o PAVN sair do Camboja. O PAVN recusou e, a pedido do Khmer Vermelho, invadiu prontamente o Camboja com força.
Entre março e junho de 1970, os norte-vietnamitas capturaram a maior parte do terço nordeste do país em confrontos com o exército cambojano. Os norte-vietnamitas entregaram algumas de suas conquistas e forneceram outra assistência ao Khmer Vermelho, fortalecendo assim o que era na época um pequeno movimento de guerrilha. O governo cambojano apressou-se em expandir o seu exército para combater os norte-vietnamitas e o crescente poder do Khmer Vermelho.
Os EUA foram motivados pelo desejo de ganhar tempo para a sua retirada do Sudeste Asiático, para proteger o seu aliado no Vietnã do Sul e para impedir a propagação do comunismo ao Camboja. As forças americanas e as forças sul-vietnamitas e norte-vietnamitas participaram diretamente (em um momento ou outro) nos combates. Os EUA ajudaram o governo central com campanhas maciças de bombardeamento aéreo dos EUA e ajuda material e financeira direta, enquanto os norte-vietnamitas mantiveram soldados nas terras que tinham ocupado anteriormente e ocasionalmente enfrentaram o exército da República Khmer em combate terrestre.
Após cinco anos de combates selvagens, o governo republicano foi derrotado em 17 de abril de 1975, quando o vitorioso Khmer Vermelho proclamou o estabelecimento do Kampuchea Democrático. A guerra causou uma crise de refugiados no Camboja, com dois milhões de pessoas – mais de 25 por cento da população – deslocadas das áreas rurais para as cidades, especialmente Phnom Penh, que cresceu de cerca de 600.000 em 1970 para uma população estimada em quase 2 milhões até 1975.
As crianças eram frequentemente persuadidas ou forçadas a cometer atrocidades durante a guerra. O governo cambojano estimou que mais de 20% das propriedades do país foram destruídas durante a guerra. No total, cerca de 275.000 a 310.000 pessoas foram mortas como resultado da guerra.
O conflito fez parte da Segunda Guerra da Indochina (1955-1975), que também consumiu os vizinhos Laos, Vietnã do Sul e Vietnã do Norte, individualmente referidos como Guerra Civil do Laos e Guerra do Vietnã, respectivamente. A guerra civil cambojana levou ao genocídio cambojano, um dos mais sangrentos da história.

## Preparando o cenário (1965-1970)

### Antecedentes
Durante o início e meados da década de 1960, as políticas do príncipe Norodom Sihanouk protegeram a sua nação da turbulência que envolveu o Laos e o Vietnã do Sul. Nem a República Popular da China (RPC) nem o Vietnã do Norte contestaram a afirmação de Sihanouk de representar políticas políticas "progressistas" e a liderança da oposição esquerdista interna do príncipe, o Partido Pracheachon, tinha sido integrada no governo. Em 3 de maio de 1965, Sihanouk rompeu relações diplomáticas com os EUA, pôs fim ao fluxo de ajuda americana e recorreu à RPC e à União Soviética em busca de assistência econômica e militar.
No final da década de 1960, o delicado equilíbrio da política interna e externa de Sihanouk começava a dar errado. Em 1966, foi firmado um acordo entre o príncipe e os chineses, permitindo a presença de destacamentos de tropas PAVN e vietcongues em grande escala e bases logísticas nas regiões fronteiriças orientais. Ele também concordou em permitir o uso do porto de Sihanoukville por navios de bandeira comunista que entregam suprimentos e materiais para apoiar o esforço militar do PAVN/Vietcongue no Vietnã do Sul. Estas concessões tornaram questionável a neutralidade do Camboja, garantida pela Conferência de Genebra de 1954.

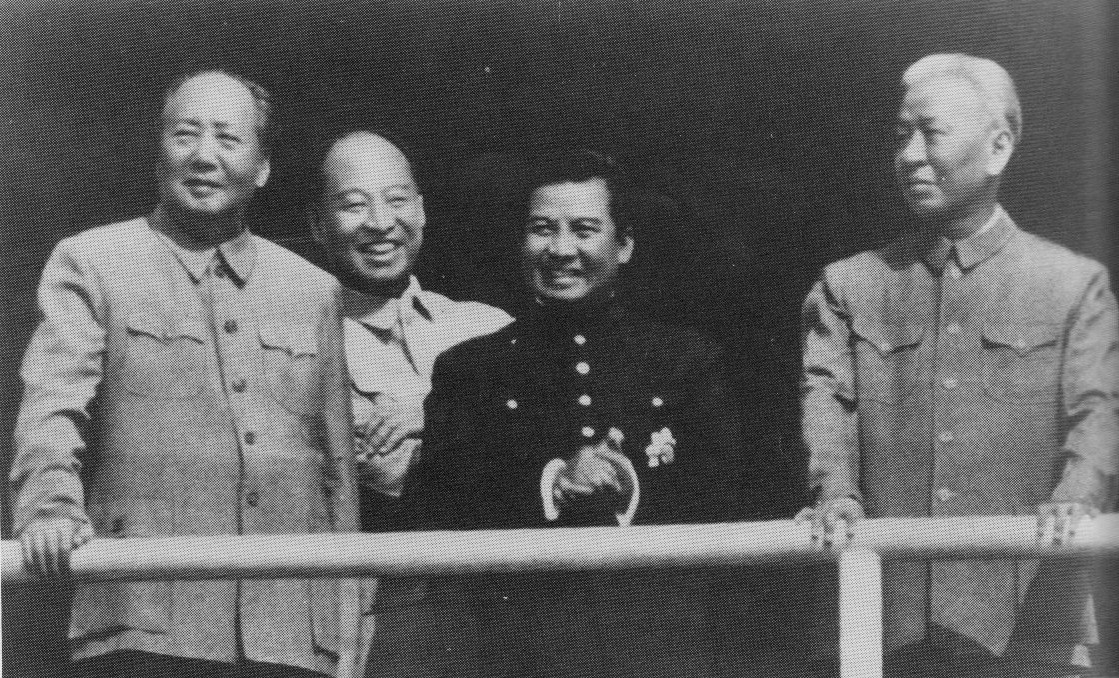
Reunião em Pequim: Mao Tsé-Tung (esquerda), Príncipe Sihanouk (centro) e Liu Shaoqi (direita)

Sihanouk estava convencido de que a RPC, e não os EUA, acabaria por controlar a Península da Indochina e que "os nossos interesses serão mais bem servidos lidando com o campo que um dia dominará toda a Ásia - e chegando a um acordo antes da sua vitória - em ordem para obter as melhores condições possíveis."
Durante o mesmo ano, porém, ele permitiu que seu ministro da defesa pró-americano, o general Lon Nol, reprimisse as atividades esquerdistas, esmagando o Pracheachon ao acusar seus membros de subversão e subserviência a Hanói. Simultaneamente, Sihanouk perdeu o apoio dos conservadores do Camboja como resultado de sua incapacidade de enfrentar a deterioração da situação económica (exacerbada pela perda de exportações de arroz, a maior parte do qual foi para o PAVN/Vietcongue) e com o crescente exército comunista presença. Lon Nol foi escolhido pela direita como primeiro-ministro e, como seu vice, nomearam o príncipe Sirik Matak; um membro ultraconservador do ramo Sisowath do clã real e inimigo de longa data de Sihanouk. Além destes desenvolvimentos e do choque de interesses entre a elite politizada de Phnom Penh, as tensões sociais criaram um ambiente favorável ao crescimento de uma insurgência comunista interna nas zonas rurais.

### Revolta em Battambang
O príncipe então se viu num dilema político. Para manter o equilíbrio contra a maré crescente dos conservadores, nomeou os líderes do mesmo grupo que vinha oprimindo como membros de um "contra-governo" que pretendia monitorizar e criticar a administração de Lon Nol. Uma das primeiras prioridades de Lon Nol era consertar a economia em dificuldades, interrompendo a venda ilegal de arroz aos comunistas. Soldados foram enviados para as áreas de cultivo de arroz para recolher as colheitas à força, sob a mira de uma arma, e pagaram apenas o baixo preço do governo. Houve agitação generalizada, especialmente na província rica em arroz de Battambang, uma área há muito conhecida pela presença de grandes proprietários de terras, grande disparidade de riqueza e onde os comunistas ainda tinham alguma influência.
Em 11 de março de 1967, enquanto Sihanouk estava fora do país, na França, uma rebelião eclodiu na área ao redor de Samlaut, em Battambang, quando aldeões enfurecidos atacaram uma brigada de arrecadação de impostos. Com o provável incentivo dos quadros comunistas locais, a insurreição espalhou-se rapidamente por toda a região. Lon Nol, agindo na ausência do príncipe (mas com a sua aprovação), respondeu declarando a lei marcial. Centenas de camponeses foram mortos e aldeias inteiras foram devastadas durante a repressão. Depois de voltar para casa em março, Sihanouk abandonou sua posição centrista e ordenou pessoalmente a prisão de Khieu Samphan, Hou Yuon e Hu Nim, os líderes do "contra-governo", todos os quais escaparam para o nordeste.
Simultaneamente, Sihanouk ordenou a prisão de intermediários chineses envolvidos no comércio ilegal de arroz, aumentando assim as receitas do governo e aplacando os conservadores. Lon Nol foi forçado a renunciar e, num movimento típico, o príncipe nomeou novos esquerdistas para o governo para equilibrar os conservadores. A crise imediata passou, mas gerou duas consequências trágicas. Primeiro, levou milhares de novos recrutas para os braços dos maquis linha-dura do Partido Comunista Cambojano (que Sihanouk rotulou de Khmers Vermelhos). Em segundo lugar, para o campesinato, o nome de Lon Nol tornou-se associado à repressão implacável em todo o Camboja.

### Reagrupamento comunista
Embora a insurgência de 1967 não tenha sido planejada, o Khmer Vermelho tentou, sem muito sucesso, organizar uma revolta mais séria durante o ano seguinte. A dizimação do Prachea Chon e dos comunistas urbanos pelo príncipe abriu, no entanto, o campo da competição para Saloth Sar (também conhecido como Pol Pot), Ieng Sary e Son Sen – a liderança maoísta dos maquisards. Eles conduziram seus seguidores para as terras altas do nordeste e para as terras do Khmer Loeu, um povo tribal que era hostil tanto aos Khmers das terras baixas quanto ao governo central. Para o Khmer Vermelho, que ainda carecia da assistência dos norte-vietnamitas, foi um período de reagrupamento, organização e treino. Hanói basicamente ignorou os seus aliados patrocinados pela China, e a indiferença dos seus "camaradas fraternos" à sua insurgência entre 1967 e 1969 causaria uma impressão indelével na liderança do Khmer Vermelho.
Em 17 de janeiro de 1968, o Khmer Vermelho lançou sua primeira ofensiva. O objetivo era mais reunir armas e espalhar propaganda do que tomar território, uma vez que, naquela época, os adeptos da insurgência não ultrapassavam 4.000-5.000. Durante o mesmo mês, os comunistas estabeleceram o Exército Revolucionário do Kampuchea como ala militar do partido. Já no final da revolta de Battambang, Sihanouk começou a reavaliar a sua relação com os comunistas. Seu acordo anterior com os chineses não lhe valeu nada. Eles não só não conseguiram conter os norte-vietnamitas, mas também se envolveram (através do Khmer Vermelho) na subversão activa dentro do seu país.
Por sugestão de Lon Nol (que regressou ao gabinete como ministro da Defesa em Novembro de 1968) e de outros políticos conservadores, em 11 de Maio de 1969, o príncipe saudou o restabelecimento das relações diplomáticas normais com os EUA e criou um novo Governo de Salvação Nacional. com Lon Nol como seu primeiro-ministro. Fê-lo “para jogar uma nova carta, uma vez que os comunistas asiáticos já nos estão a atacar antes do fim da Guerra do Vietnã”. Além disso, o PAVN e os vietcongues seriam bodes expiatórios muito convenientes para os males do Camboja, muito mais do que o minúsculo Khmer Vermelho, e livrar o Camboja da sua presença resolveria muitos problemas simultaneamente.

### Operação Menu e Operação Freedom Deal
Embora os EUA tivessem conhecimento dos santuários do PAVN/Viet Cong no Camboja desde 1966, o Presidente Lyndon B. Johnson optou por não atacá-los devido a possíveis repercussões internacionais e à sua crença de que Sihanouk poderia ser convencido a alterar as suas políticas. Johnson, no entanto, autorizou as equipes de reconhecimento do altamente classificado Comando de Assistência Militar, Grupo de Estudos e Observações do Vietnã (SOG) a entrar no Camboja e coletar informações sobre as áreas de base em 1967. A eleição de Richard Nixon em 1968 e a introdução das suas políticas de retirada gradual dos EUA do Vietnã do Sul e de vietnamização do conflito naquele país mudaram tudo.
Em 18 de março de 1969, sob ordens secretas de Nixon e Henry Kissinger, a Força Aérea dos EUA realizou o bombardeio da Área Base 353 (na região de Fishhook, em frente à província de Tây Ninh, no Vietnã do Sul) por 59 bombardeiros B-52 Stratofortress . Esta greve foi a primeira de uma série de ataques aos santuários que duraram até maio de 1970. Durante a Operação Menu, a Força Aérea conduziu 3.875 surtidas e lançou mais de 108.000 toneladas de material bélico nas áreas da fronteira oriental. Apenas cinco altos funcionários do Congresso foram informados do atentado.
Após o evento, Nixon e Kissinger alegaram que Sihanouk havia dado sua aprovação tácita aos ataques, mas isso é duvidoso. Sihanouk disse ao diplomata norte-americano Chester Bowles, em 10 de janeiro de 1968, que não se oporia à "perseguição" americana à retirada das tropas norte-vietnamitas "em áreas remotas [do Camboja]", desde que os cambojanos saíssem ilesos. Kenton Clymer observa que esta declaração "não pode ser razoavelmente interpretada como significando que Sihanouk aprovou os intensos e contínuos ataques de bombardeio B-52... De qualquer forma, ninguém perguntou a ele.... Sihanouk nunca foi solicitado a aprovar os bombardeios B-52, e ele nunca deu sua aprovação. " Durante os atentados de Menu, o governo de Sihanouk protestou formalmente contra "violações americanas do território e espaço aéreo cambojano" nas Nações Unidas em mais de 100 ocasiões, embora tenha "protestado especificamente contra o uso de B-52" apenas uma vez, após um ataque a Bu Chric em novembro de 1969.
A Operação Freedom Deal seguiu a Operação Menu. Sob o Freedom Deal, de 19 de maio de 1970 a 15 de agosto de 1973, o bombardeio americano ao Camboja estendeu-se por toda a metade oriental do país e foi especialmente intenso no densamente povoado quarto do sudeste do país, incluindo um amplo anel em torno do maior cidade de Phnom Penh. Em grandes áreas, de acordo com mapas dos locais de bombardeamento dos EUA, parece que quase todos os quilómetros quadrados de terra foram atingidos por bombas.
A eficácia do bombardeio dos EUA contra o Khmer Vermelho e o número de mortos de civis cambojanos são contestados. Com dados limitados, o número de mortes cambojanas causadas pelos bombardeamentos dos EUA pode situar-se entre 30.000 e 150.000 civis cambojanos e combatentes do Khmer Vermelho. Outro impacto do bombardeamento dos EUA e da guerra civil no Camboja foi a destruição das casas e dos meios de subsistência de muitas pessoas. Isto contribuiu fortemente para a crise dos refugiados no Camboja.
Argumentou-se que a intervenção dos EUA no Camboja contribuiu para a eventual tomada do poder pelo Khmer Vermelho, que cresceu de 4.000 em número em 1970 para 70.000 em 1975. Esta visão foi contestada, com documentos descobertos nos arquivos soviéticos revelando que a ofensiva norte-vietnamita no Camboja em 1970 foi lançada a pedido explícito do Khmer Vermelho após negociações com Nuon Chea. Também foi argumentado que o bombardeio dos EUA foi decisivo para atrasar a vitória do Khmer Vermelho. A Vitória no Vietnã, a história oficial da guerra do Exército Popular do Vietnã, afirma abertamente que a insurgência comunista no Camboja já tinha aumentado de "dez equipas de guerrilha" para várias dezenas de milhares de combatentes apenas dois meses após a invasão norte-vietnamita em Abril de 1970., como resultado direto da tomada de 40% do país pelo PAVN, entregando-o aos insurgentes comunistas e, em seguida, fornecendo e treinando ativamente os insurgentes.

## Derrubada de Sihanouk (1970)

### Golpe
Enquanto Sihanouk estava fora do país em uma viagem à França, tumultos anti-vietnamitas (que foram semi-patrocinados pelo governo) ocorreram em Phnom Penh, durante os quais as embaixadas norte-vietnamitas e vietcongues foram demitidas. Na ausência do príncipe, Lon Nol nada fez para interromper estas atividades. Em 12 de Março, o primeiro-ministro fechou o porto de Sihanoukville aos norte-vietnamitas e lançou-lhes um ultimato impossível. Todas as forças do PAVN/Vietcongue deveriam retirar-se do solo cambojano dentro de 72 horas (em 15 de março) ou enfrentariam uma ação militar.
Sihanouk, sabendo da turbulência, dirigiu-se a Moscou e Pequim para exigir que os patronos do PAVN e do Vietcongue exercessem mais controlo sobre os seus clientes. Em 18 de março de 1970, Lon Nol solicitou que a Assembleia Nacional votasse sobre o futuro da liderança do príncipe na nação. Sihanouk foi destituído do poder por uma votação de 86–3. Cheng Heng tornou-se presidente da Assembleia Nacional, enquanto o primeiro-ministro Lon Nol recebeu poderes de emergência. Sirik Matak manteve o cargo de vice-primeiro-ministro. O novo governo enfatizou que a transferência de poder foi totalmente legal e constitucional e recebeu o reconhecimento da maioria dos governos estrangeiros. Houve, e continua a haver, acusações de que o governo dos EUA desempenhou algum papel na derrubada de Sihanouk, mas nunca foram encontradas provas conclusivas que as apoiassem.
A maioria dos Khmers instruídos e de classe média estava cansada do príncipe e acolheu com satisfação a mudança de governo. A eles juntaram-se os militares, para quem a perspectiva do retorno da ajuda militar e financeira americana era motivo de comemoração. Poucos dias após o seu depoimento, Sihanouk, agora em Pequim, transmitiu um apelo ao povo para resistir aos usurpadores. Ocorreram manifestações e motins (principalmente em áreas contíguas às áreas controladas pelo PAVN/Vietcongue), mas nenhuma onda nacional ameaçou o governo. Porém, num incidente em Kampong Cham, em 29 de março, uma multidão enfurecida matou o irmão de Lon Nol, Lon Nil, arrancou-lhe o fígado, cozinhou-o e comeu-o. Estima-se que 40.000 camponeses começaram então a marchar sobre a capital para exigir a reintegração de Sihanouk. Foram dispersados, com muitas baixas, por contingentes das forças armadas.

### Massacre de vietnamitas
A maior parte da população, urbana e rural, descontou a sua raiva e frustrações na população vietnamita do país. O apelo de Lon Nol por 10.000 voluntários para aumentar a força de trabalho do exército mal equipado de 30.000 homens do Camboja, conseguiu inundar os militares com mais de 70.000 recrutas. Abundaram os rumores sobre uma possível ofensiva do PAVN dirigida à própria Phnom Penh. A paranóia floresceu e isso desencadeou uma reação violenta contra os 400 mil vietnamitas étnicos do país.
Lon Nol esperava usar os vietnamitas como reféns contra as atividades do PAVN/vietcongue, e os militares começaram a prendê-los em campos de detenção. Foi então que a matança começou. Em cidades e aldeias por todo o Camboja, soldados e civis procuraram os seus vizinhos vietnamitas para os assassinar. Em 15 de abril, os corpos de 800 vietnamitas flutuaram pelo rio Mekong até o Vietnã do Sul.
Os sul-vietnamitas, os norte-vietnamitas e os vietcongues denunciaram duramente estas ações. Significativamente, nenhum cambojano – incluindo a comunidade budista – condenou os assassinatos. No seu pedido de desculpas ao governo de Saigon, Lon Nol afirmou que "era difícil distinguir entre cidadãos vietnamitas que eram vietcongues e aqueles que não o eram. Portanto, é normal que a reação das tropas cambojanas, que se sentem traídas, seja difícil. controlar."

### FUNK e GRUNK
De Pequim, Sihanouk proclamou que o governo em Phnom Penh estava dissolvido e sua intenção de criar a Front uni national du Kampuchéa (Frente Nacional Unida do Kampuchea) ou FUNK. Sihanouk disse mais tarde: "Eu escolhi não estar nem com os americanos nem com os comunistas, porque considerei que havia dois perigos, o imperialismo americano e o comunismo asiático. Foi Lon Nol quem me obrigou a escolher entre eles."
Os norte-vietnamitas reagiram às mudanças políticas no Camboja enviando o primeiro-ministro Phạm Văn Đồng para se encontrar com Sihanouk na China e recrutá-lo para uma aliança com o Khmer Vermelho. Pol Pot também foi contactado pelos vietnamitas, que agora lhe ofereceram todos os recursos que desejasse para a sua insurreição contra o governo cambojano. Pol Pot e Sihanouk estiveram em Pequim ao mesmo tempo, mas os líderes vietnamitas e chineses nunca informaram Sihanouk da presença de Pol Pot nem permitiram que os dois homens se encontrassem.
Pouco depois, Sihanouk lançou um apelo por rádio ao povo do Camboja para se levantar contra o governo e apoiar o Khmer Vermelho. Ao fazê-lo, Sihanouk emprestou o seu nome e popularidade nas zonas rurais do Camboja a um movimento sobre o qual tinha pouco controlo. Em maio de 1970, Pol Pot finalmente regressou ao Camboja e o ritmo da insurgência aumentou consideravelmente. Depois que Sihanouk mostrou seu apoio ao Khmer Vermelho visitando-os em campo, suas fileiras aumentaram de 6.000 para 50.000 combatentes.
O príncipe então aliou-se ao Khmer Vermelho, aos norte-vietnamitas, ao Laos Pathet Lao e ao Vietcongue, apoiando seu prestígio pessoal nos comunistas. Em 5 de maio, foi proclamada a efetiva criação do FUNK e do Gouvernement royal d'union nationale du Kampuchéa ou GRUNK (Governo Real da União Nacional do Kampuchea). Sihanouk assumiu o cargo de chefe de estado, nomeando Penn Nouth, um dos seus mais leais apoiadores, como primeiro-ministro.
Khieu Samphan foi designado vice-primeiro-ministro, ministro da defesa e comandante-chefe das forças armadas GRUNK (embora as operações militares reais fossem dirigidas por Pol Pot). Hu Nim tornou-se ministro da Informação e Hou Yuon assumiu múltiplas responsabilidades como ministro do Interior, reformas comunitárias e cooperativas. GRUNK afirmou que não era um governo no exílio, uma vez que Khieu Samphan e os insurgentes permaneceram dentro do Camboja. Sihanouk e os seus leais permaneceram na China, embora o príncipe tenha feito uma visita às "áreas libertadas" do Camboja, incluindo Angkor Wat, em março de 1973. Estas visitas foram utilizadas principalmente para fins de propaganda e não tiveram qualquer influência real nos assuntos políticos.
Para Sihanouk, este foi um casamento de conveniência estimulado pela sua sede de vingança contra aqueles que o traíram. Para o Khmer Vermelho, foi um meio de expandir enormemente o apelo do seu movimento. Os camponeses, motivados pela lealdade à monarquia, gradualmente se uniram à causa GRUNK. O apelo pessoal de Sihanouk e o bombardeamento aéreo generalizado dos EUA ajudaram no recrutamento. Esta tarefa tornou-se ainda mais fácil para os comunistas depois de 9 de Outubro de 1970, quando Lon Nol aboliu a monarquia vagamente federalista e proclamou o estabelecimento de uma República Khmer centralizada.
O GRUNK foi logo apanhado entre as potências comunistas concorrentes: Vietnã do Norte, China e União Soviética. Durante as visitas que o primeiro-ministro chinês Zhou Enlai e Sihanouk fizeram à Coreia do Norte em Abril e Junho de 1970, respectivamente, apelaram ao estabelecimento de uma "frente unida dos cinco países asiáticos revolucionários" (China, Coreia do Norte, Vietnã do Norte, Laos, e Camboja, sendo este último representado pelo GRUNK). Embora os líderes norte-coreanos tenham saudado com entusiasmo o plano, este rapidamente naufragou na oposição de Hanói. Tendo percebido que tal frente excluiria a União Soviética e desafiaria implicitamente o papel hegemónico que a RDV se tinha arrogado na Indochina, os líderes norte-vietnamitas declararam que todos os estados comunistas deveriam unir forças contra o "imperialismo americano".
Na verdade, a questão da hegemonia vietnamita versus chinesa sobre a Indochina influenciou grandemente a atitude adoptada por Hanói em relação a Moscovo no início e meados da década de 1970. Durante a guerra civil cambojana, os líderes soviéticos, prontos a concordar com o domínio de Hanói sobre o Laos e o Camboja, na verdade insistiram em enviar os seus carregamentos de ajuda para o Khmer Vermelho através da RDV, enquanto a China rejeitou firmemente a proposta de Hanói de que a ajuda chinesa ao Camboja fosse enviada via Vietnã do Norte. Enfrentando a concorrência chinesa e a aquiescência soviética, os líderes norte-vietnamitas consideraram a opção soviética mais vantajosa para os seus interesses, um cálculo que desempenhou um papel importante na mudança gradual pró-soviética nas políticas externas de Hanói.

## Guerra ampliada (1970-1971)

### Ofensiva norte-vietnamita no Camboja
Após o golpe, Lon Nol não lançou imediatamente o Camboja na guerra. Ele apelou à comunidade internacional e às Nações Unidas numa tentativa de obter apoio para o novo governo e condenou as violações da neutralidade do Camboja "por parte de forças estrangeiras, independentemente do campo de origem". Sua esperança de neutralismo contínuo não lhe valeu mais do que Sihanouk. Em 29 de março de 1970, os norte-vietnamitas resolveram o problema com as próprias mãos e lançaram uma ofensiva contra as agora renomeadas Forces Armées Nationales Khmères ou FANK (Forças Armadas Nacionais Khmer), com documentos descobertos nos arquivos soviéticos revelando que a ofensiva foi lançada no pedido explícito do Khmer Vermelho na sequência de negociações com Nuon Chea. Os norte-vietnamitas invadiram a maior parte do nordeste do Camboja em junho de 1970.
A invasão norte-vietnamita mudou completamente o curso da guerra civil. O exército do Camboja foi atacado, terras que continham quase metade da população cambojana foram conquistadas e entregues ao Khmer Vermelho e o Vietnã do Norte assumiu agora um papel activo no fornecimento e treino do Khmer Vermelho. Tudo isto resultou no grande enfraquecimento do governo cambojano e na multiplicação dos insurgentes em poucas semanas. Conforme observado na história oficial da guerra vietnamita, "nossas tropas ajudaram nossos amigos cambojanos a libertar completamente cinco províncias com uma população total de três milhões de pessoas... nossas tropas também ajudaram nossos amigos cambojanos a treinar quadros e a expandir suas forças armadas. Em apenas dois Durante meses, as forças armadas dos nossos aliados cambojanos cresceram de dez equipas de guerrilha para nove batalhões e 80 companhias de tropas a tempo inteiro, com uma força total de 20.000 soldados, além de centenas de esquadrões e pelotões de guerrilha nas aldeias."
Em 29 de abril de 1970, unidades sul-vietnamitas e norte-americanas desencadearam uma campanha cambojana limitada e multifacetada que Washington esperava resolver três problemas: primeiro, forneceria um escudo para a retirada americana do Vietnã (destruindo o sistema logístico PAVN e matando o inimigo tropas) no Camboja; segundo, constituiria um teste à política de vietnamização; terceiro, serviria como um sinal para Hanói de que Nixon estava falando sério. Apesar do apreço de Nixon pela posição de Lon Nol, o líder cambojano nem sequer foi informado antecipadamente da decisão de enviar tropas para o seu país. Ele só soube disso depois de ter começado com o chefe da missão dos EUA, que ele próprio soube disso por meio de uma transmissão de rádio.
Extensas instalações logísticas e grandes quantidades de suprimentos foram encontradas e destruídas, mas como revelou o relatório do comando americano em Saigon, quantidades ainda maiores de material militar já haviam sido transportadas para mais longe da fronteira para protegê-las da incursão no Camboja pelos EUA e Vietnã do Sul.
Um mês antes, os norte-vietnamitas tinham lançado uma ofensiva (Campanha X) própria contra as forças da FANK a pedido do Khmer Vermelho e para proteger e expandir as suas áreas de base e sistema logístico. Em Junho, três meses após a remoção de Sihanouk, tinham varrido as forças governamentais de todo o terço nordeste do país. Depois de derrotar essas forças, os norte-vietnamitas entregaram os territórios recém-conquistados aos insurgentes locais. O Khmer Vermelho também estabeleceu áreas "libertadas" no sul e no sudoeste do país, onde operavam independentemente dos norte-vietnamitas.

### Lados opostos
Como as operações de combate rapidamente revelaram, os dois lados eram totalmente incompatíveis. A FANK, cujas fileiras foram aumentadas por milhares de jovens cambojanos urbanos que se juntaram a ela nos meses que se seguiram à remoção de Sihanouk, expandiu-se muito além da sua capacidade de absorver os novos homens. Mais tarde, dada a pressão das operações tácticas e a necessidade de substituir as baixas de combate, não houve tempo suficiente para transmitir as competências necessárias aos indivíduos ou às unidades, e a falta de treino continuou a ser a ruína da existência da FANK até ao seu colapso. Durante o período de 1974 a 1975, as forças da FANK cresceram oficialmente de 100.000 para aproximadamente 250.000 homens, mas provavelmente somavam apenas cerca de 180.000 devido ao preenchimento da folha de pagamento por seus oficiais e devido a deserções.
A ajuda militar dos EUA (munições, suprimentos e equipamentos) foi canalizada para a FANK através da Equipe de Entrega de Equipamento Militar do Camboja (MEDTC). Com um total de 113 oficiais e homens autorizados, a equipe chegou a Phnom Penh em 1971, sob o comando geral do almirante do CINCPAC John S. McCain Jr. dado por Henry Kissinger ao primeiro chefe da equipe de ligação, coronel Jonathan Ladd: "Não pense na vitória; apenas mantenha-a viva." No entanto, McCain pedia constantemente ao Pentágono mais armas, equipamento e pessoal para o que ele considerava como "a minha guerra".
Houve outros problemas. O corpo de oficiais da FANK era geralmente corrupto e ganancioso. A inclusão de soldados “fantasmas” permitiu um aumento maciço na folha de pagamento; as rações eram mantidas pelos oficiais enquanto seus homens morriam de fome; e a venda de armas e munições no mercado negro (ou ao inimigo) era comum. Pior ainda, a inépcia táctica entre os oficiais da FANK era tão comum como a sua ganância. Lon Nol frequentemente ignorava o estado-maior e dirigia as operações até o nível de batalhão, ao mesmo tempo que proibia qualquer coordenação real entre o exército, a marinha e a força aérea.
Os soldados comuns lutaram bravamente no início, mas foram confrontados com baixos salários (com os quais tiveram que comprar a sua própria comida e cuidados médicos), escassez de munições e equipamento misto. Devido ao sistema de remuneração, não havia quotas para as suas famílias, que eram, portanto, forçadas a seguir os seus maridos/filhos para as zonas de batalha. Esses problemas (exacerbados pelo declínio contínuo do moral) só aumentaram com o tempo.
No início de 1974, o inventário do exército cambojano incluía 241.630 rifles, 7.079 metralhadoras, 2.726 morteiros, 20.481 lançadores de granadas, 304 rifles sem recuo, 289 obuseiros, 202 APCs e 4.316 caminhões. A Marinha Khmer tinha 171 navios; a Força Aérea Khmer tinha 211 aeronaves, incluindo 64 T-28 norte-americanos, 14 aviões de combate Douglas AC-47 e 44 helicópteros. Os militares da Embaixada Americana – que deveriam apenas coordenar o programa de ajuda armamentista – por vezes encontravam-se envolvidos em tarefas proibidas de aconselhamento e combate.
Quando as forças do PAVN foram suplantadas, foi pelo duro e rigidamente doutrinado exército camponês do Khmer Vermelho, com o seu núcleo de líderes experientes, que agora recebiam o apoio total de Hanói. As forças do Khmer Vermelho, que foram reorganizadas em uma cúpula da Indochina realizada em Guangzhou, China, em abril de 1970, cresceriam de 12 para 15.000 em 1970 para 35-40.000 em 1972, quando ocorreu a chamada "Khmerização" do conflito e as operações de combate contra a República foram totalmente entregues aos insurgentes.
O desenvolvimento dessas forças ocorreu em três etapas. 1970 a 1972 foi um período de organização e recrutamento, durante o qual as unidades do Khmer Vermelho serviram como auxiliares do PAVN. De 1972 a meados de 1974, os insurgentes formaram unidades de tamanho batalhão e regimental. Foi durante este período que o Khmer Vermelho começou a romper com Sihanouk e os seus apoiantes e a coletivização da agricultura foi iniciada nas áreas "libertadas". Unidades do tamanho de divisões estavam em campo em 1974-1975, quando o partido estava por conta própria e iniciou a transformação radical do país.

Com a queda de Sihanouk, Hanói ficou alarmado com a perspectiva de um regime pró-Ocidente que pudesse permitir aos americanos estabelecer uma presença militar no seu flanco ocidental. Para evitar que isso acontecesse, começaram a transferir as suas instalações militares para longe das regiões fronteiriças, para locais mais profundos no território cambojano. Um novo centro de comando foi estabelecido na cidade de Kratié e o momento da mudança foi propício. O Presidente Nixon era da opinião de que:
Precisamos de uma medida ousada no Camboja para mostrar que apoiamos Lon Nol...algo simbólico...para o único regime cambojano que teve a coragem de assumir uma posição pró-Ocidente e pró-Americana.

### Chenla II

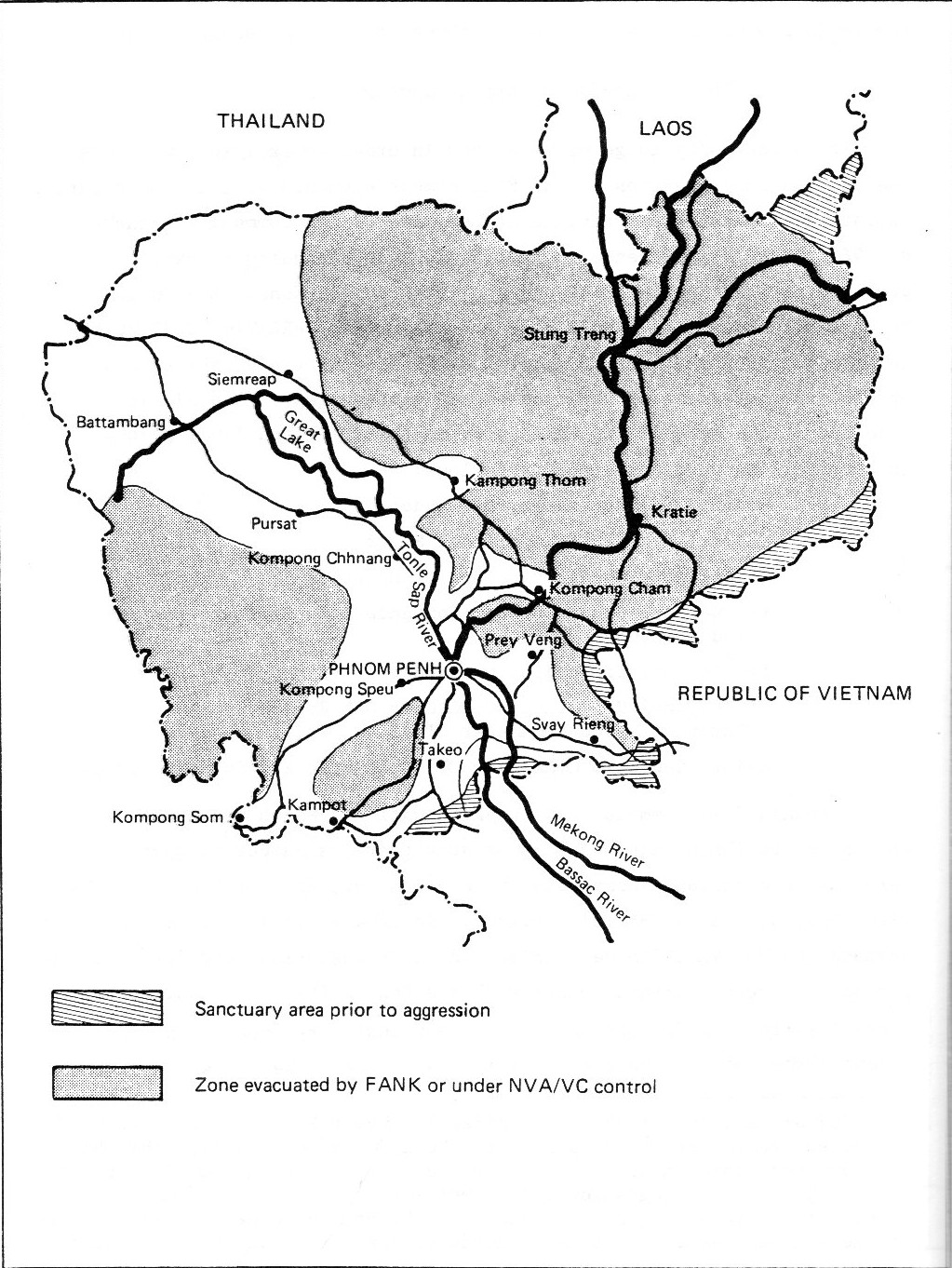
Áreas sob controle governamental, agosto de 1970

Durante a noite de 21 de janeiro de 1971, uma força de 100 comandos PAVN/vietcongues atacou o campo de aviação de Pochentong, a principal base da Força Aérea Khmer. Nesta ação, os invasores destruíram quase todo o inventário de aeronaves do governo, incluindo todos os seus aviões de combate. Contudo, isto pode ter sido uma bênção disfarçada, uma vez que a força aérea era composta em grande parte por aeronaves soviéticas antigas (até mesmo obsoletas). Os americanos logo substituíram os aviões por modelos mais avançados. O ataque, no entanto, impediu uma proposta de ofensiva da FANK. Duas semanas depois, Lon Nol teve um derrame e foi evacuado para o Havaí para tratamento. Contudo, foi um derrame leve e o general se recuperou rapidamente, retornando ao Camboja depois de apenas dois meses.
Só em 20 de Agosto é que a FANK lançou a Operação Chenla II, a sua primeira ofensiva do ano. O objectivo da campanha era limpar a Rota 6 das forças inimigas e assim reabrir as comunicações com Kompong Thom, a segunda maior cidade da República, que estava isolada da capital há mais de um ano. A operação foi inicialmente bem-sucedida e a cidade ficou aliviada. O PAVN e o Khmer Vermelho contra-atacaram em Novembro e Dezembro, aniquilando as forças governamentais no processo. Nunca houve uma contagem precisa das perdas, mas a estimativa foi "da ordem de dez batalhões de pessoal e equipamento perdidos, mais o equipamento de dez batalhões adicionais". O resultado estratégico do fracasso de Chenla II foi que a iniciativa ofensiva passou completamente para as mãos do PAVN e do Khmer Vermelho.

## Agonia da República Khmer (1972-1975)

### Lutando para sobreviver

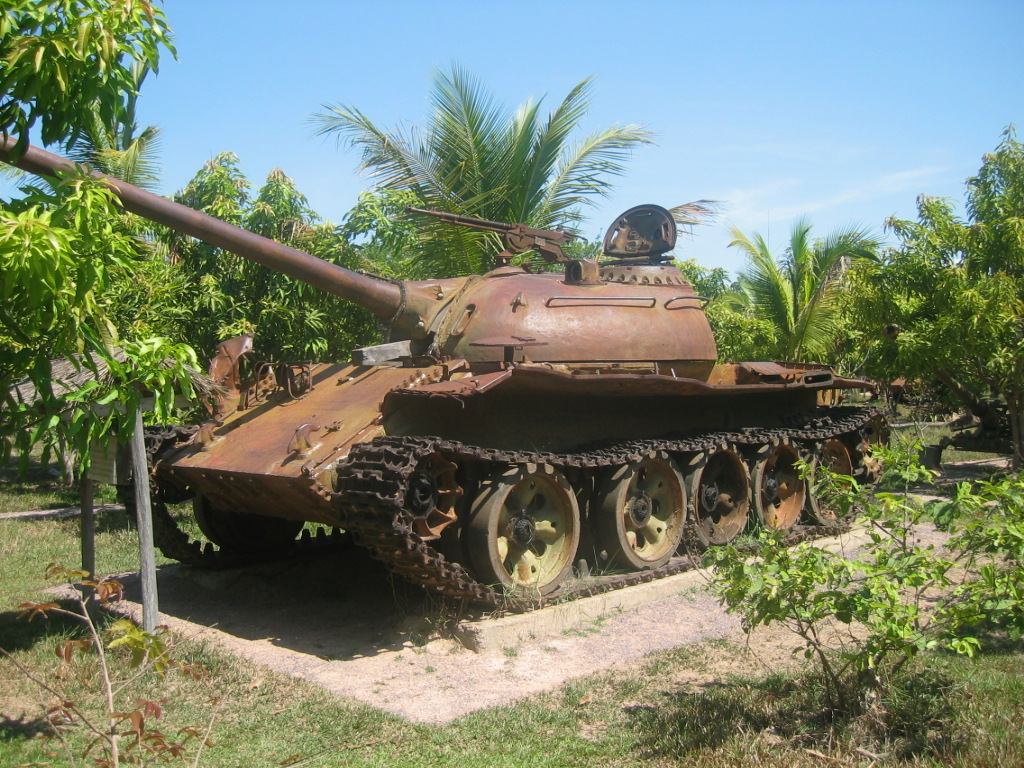
Um memorial à guerra civil em Siem Reap, Camboja, com os destroços enferrujados de um tanque de guerra T-54 de construção soviética, usado durante a guerra. Um grande número de T-54 foram utilizados pelo Camboja durante e após os combates sangrentos do conflito entre 1970 e 1975, com muitos desses destroços (em vários estados de abandono e degradação) espalhados por todo o país hoje.

De 1972 a 1974, a guerra foi conduzida ao longo das linhas de comunicação da FANK ao norte e ao sul da capital. Ofensivas limitadas foram lançadas para manter contacto com as regiões produtoras de arroz do noroeste e ao longo do rio Mekong e da Rota 5, as ligações terrestres da República ao Vietnã do Sul. A estratégia do Khmer Vermelho era cortar gradualmente essas linhas de comunicação e espremer Phnom Penh. Como resultado, as forças da FANK tornaram-se fragmentadas, isoladas e incapazes de prestar apoio mútuo.
A principal contribuição dos EUA para o esforço da FANK veio na forma de bombardeiros e aeronaves táticas da Força Aérea dos EUA. Quando o Presidente Nixon lançou a incursão em 1970, as tropas americanas e sul-vietnamitas operaram sob uma cobertura aérea que foi designada Operação Freedom Deal. Quando essas tropas foram retiradas, a operação aérea continuou, aparentemente para interditar os movimentos e a logística das tropas do PAVN/Viet Cong. Na realidade (e desconhecidos do Congresso dos EUA e do público americano), eles foram utilizados para fornecer apoio aéreo tático à FANK. Como relatou um ex-oficial militar dos EUA em Phnom Penh, “as áreas ao redor do rio Mekong estavam tão cheias de crateras de bombas causadas por ataques de B-52 que, em 1973, pareciam os vales da lua”.
Em 10 de março de 1972, pouco antes de a recém-renomeada Assembleia Constituinte aprovar uma constituição revisada, Lon Nol suspendeu as deliberações. Ele então forçou Cheng Heng, o chefe de estado desde a deposição de Sihanouk, a entregar-lhe sua autoridade. No segundo aniversário do golpe, Lon Nol renunciou à sua autoridade como chefe de Estado, mas manteve a sua posição como primeiro-ministro e ministro da Defesa.
Em 4 de junho, Lon Nol foi eleito o primeiro presidente da República Khmer, numa eleição flagrantemente fraudada. De acordo com a nova constituição (ratificada em 30 de Abril), formaram-se partidos políticos na nova nação, tornando-se rapidamente uma fonte de partidarismo político. O General Sutsakhan declarou: "as sementes da democratização, que foram lançadas ao vento com tanta boa vontade pelos líderes Khmer, retornaram para a República Khmer nada além de uma colheita ruim."
Em Janeiro de 1973, a esperança foi renovada quando os Acordos de Paz de Paris foram assinados, pondo fim ao conflito (por enquanto) no Vietnã do Sul e no Laos. Em 29 de janeiro, Lon Nol proclamou um cessar-fogo unilateral em todo o país. Todas as operações de bombardeamento dos EUA foram interrompidas na esperança de garantir uma oportunidade de paz. Não era pra ser. O Khmer Vermelho simplesmente ignorou a proclamação e continuou a lutar. Em Março, pesadas baixas, deserções e baixo recrutamento forçaram Lon Nol a introduzir o recrutamento e, em Abril, as forças insurgentes lançaram uma ofensiva que avançou para os subúrbios da capital. A Força Aérea dos EUA respondeu lançando uma intensa operação de bombardeio que forçou os comunistas a voltarem para o campo depois de serem dizimados pelos ataques aéreos. A Sétima Força Aérea dos EUA argumentou que o bombardeio evitou a queda de Phnom Penh em 1973, matando 16.000 dos 25.500 combatentes do Khmer Vermelho que sitiavam a cidade.
No último dia da Operação Freedom Deal (15 de agosto de 1973), 250.000 toneladas de bombas foram lançadas sobre a República Khmer, das quais 82.000 toneladas foram lançadas nos últimos 45 dias da operação. Desde o início da Operação Menu em 1969, a Força Aérea dos EUA lançou 539.129 toneladas de material bélico no Camboja/República Khmer.

### Agravamento
Ainda entre 1972 e 1973, era uma crença comum, tanto dentro como fora do Camboja, que a guerra era essencialmente um conflito estrangeiro que não tinha alterado fundamentalmente a natureza do povo Khmer. No final de 1973, havia uma consciência crescente entre o governo e a população do Camboja de que o extremismo, a total falta de preocupação com as vítimas e a completa rejeição de qualquer oferta de conversações de paz "começaram a sugerir que o fanatismo e a capacidade de violência do Khmer Vermelho eram mais profundos do que qualquer um suspeitava."
Relatos das políticas brutais da organização logo chegaram a Phnom Penh e à população, prevendo a violência que estava prestes a consumir a nação. Havia histórias de realocações forçadas de aldeias inteiras, da execução sumária de qualquer um que desobedecesse ou mesmo fizesse perguntas, da proibição de práticas religiosas, de monges que foram destituídos ou assassinados, e onde os hábitos sexuais e conjugais tradicionais foram renunciados. A guerra era uma coisa; a maneira improvisada como o Khmer Vermelho lidava com a morte, tão contrária ao caráter do Khmer, era outra completamente diferente. Relatos destas atrocidades começaram a surgir durante o mesmo período em que as tropas norte-vietnamitas se retiravam dos campos de batalha cambojanos. Isto não foi coincidência. A concentração do esforço do PAVN no Vietnã do Sul permitiu ao Khmer Vermelho aplicar a sua doutrina e políticas sem restrições pela primeira vez.

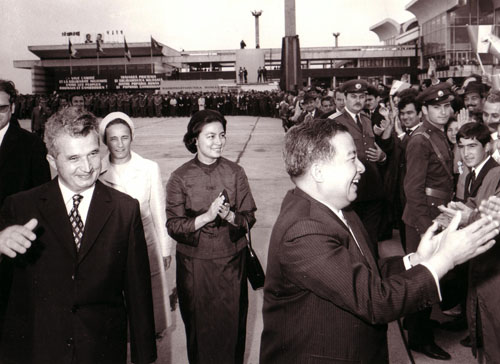
Príncipe Norodom Sihanouk do Camboja visitando a República Socialista da Romênia em 1972.

A liderança do Khmer Vermelho era quase completamente desconhecida do público. Eles eram chamados por seus compatriotas de presas de ervilha – o exército da floresta. Anteriormente, a própria existência do partido comunista como componente do GRUNK tinha sido ocultada. Dentro das “zonas libertadas” era simplesmente referida como “Angka” – a organização. Durante 1973, o partido comunista caiu sob o controle de seus membros mais fanáticos, Pol Pot e Son Sen, que acreditavam que "o Camboja iria passar por uma revolução social total e que tudo o que o precedeu era um anátema e deveria ser destruído".
Também escondido do escrutínio estava o crescente antagonismo entre o Khmer Vermelho e os seus aliados norte-vietnamitas. A liderança radical do partido nunca conseguiu escapar à suspeita de que Hanói tinha planos de construir uma federação indochinesa com os norte-vietnamitas como mestres. O Khmer Vermelho estava ideologicamente ligado aos chineses, enquanto os principais apoiantes do Vietnã do Norte, a União Soviética, ainda reconheciam o governo de Lon Nol como legítimo.
Após a assinatura dos Acordos de Paz de Paris, o PAVN cortou o fornecimento de armas ao Khmer Vermelho, na esperança de forçá-los a um cessar-fogo. Quando os americanos foram libertados pela assinatura dos acordos para transferir completamente o seu poder aéreo para o Khmer Vermelho, a culpa também foi atribuída a Hanói. Durante o ano, estas suspeitas e atitudes levaram a liderança do partido a realizar expurgos dentro das suas fileiras. A maioria dos membros treinados em Hanói foram executados por ordem de Pol Pot.
Com o passar do tempo, a necessidade do Khmer Vermelho do apoio do príncipe Sihanouk diminuiu. A organização demonstrou à população das áreas “libertadas”, em termos inequívocos, que expressões abertas de apoio a Sihanouk resultariam na sua liquidação. Embora o príncipe ainda gozasse da protecção dos chineses, quando fez aparições públicas no estrangeiro para divulgar a causa GRUNK, foi tratado com desprezo quase aberto pelos ministros Ieng Sary e Khieu Samphan. Em junho, o príncipe disse à jornalista italiana Oriana Fallaci que quando "eles [o Khmer Vermelho] me sugarem até secar, vão me cuspir como um caroço de cereja".
No final de 1973, os leais a Sihanouk foram expurgados de todos os ministérios do GRUNK, e todos os apoiadores do príncipe dentro das fileiras insurgentes também foram eliminados. Pouco depois do Natal, enquanto os insurgentes se preparavam para a sua ofensiva final, Sihanouk conversou com o diplomata francês Etienne Manac'h. Ele disse que as suas esperanças de um socialismo moderado semelhante ao da Iugoslávia devem agora ser totalmente rejeitadas. A Albânia de Hoxha, disse ele, seria o modelo.

### Queda de Phnom Penh

A ofensiva final contra Phnom Penh em abril de 1975

Quando o Khmer Vermelho iniciou a sua ofensiva na estação seca para capturar a sitiada capital cambojana, em 1 de Janeiro de 1975, a República estava um caos. A economia foi destruída, a rede de transportes foi reduzida a vias aéreas e fluviais, a colheita de arroz caiu um quarto e o fornecimento de peixe de água doce (a principal fonte de proteína do país) diminuiu drasticamente. O custo dos alimentos era 20 vezes superior aos níveis anteriores à guerra, enquanto o desemprego nem sequer era mais medido.
Phnom Penh, que tinha uma população pré-guerra de cerca de 600.000 habitantes, foi esmagada por refugiados (que continuaram a chegar a partir do perímetro de defesa em constante colapso), crescendo para um tamanho de cerca de dois milhões. Estes civis indefesos e desesperados não tinham emprego e tinham poucos alimentos, abrigo ou cuidados médicos. A sua condição (e a do governo) só piorou quando as forças do Khmer Vermelho gradualmente ganharam o controle das margens do Mekong. A partir das margens dos rios, as suas minas e tiros reduziram constantemente os comboios fluviais através dos quais se moviam 90 por cento dos abastecimentos da República, trazendo suprimentos de alimentos, combustível e munições do Vietnã do Sul para a cidade lentamente faminta.
Depois que o rio foi efetivamente bloqueado no início de fevereiro, os EUA iniciaram um transporte aéreo de suprimentos para o aeroporto de Pochentong. Isto tornou-se cada vez mais arriscado, no entanto, devido aos foguetes comunistas e ao fogo de artilharia, que chovia constantemente sobre o campo de aviação e a cidade. O Khmer Vermelho cortou o fornecimento terrestre para a cidade por mais de um ano antes de cair em 17 de abril de 1975. Relatos de jornalistas afirmaram que o bombardeio do Khmer Vermelho "torturou a capital quase continuamente", infligindo "mortes e mutilação aleatórias" a milhões de civis presos.
Unidades desesperadas mas determinadas de soldados da FANK, muitos dos quais tinham ficado sem munições, cavaram em redor da capital e lutaram até serem invadidas à medida que o Khmer Vermelho avançava. Na última semana de Março de 1975, aproximadamente 40.000 soldados comunistas cercaram a capital e começaram a preparar-se para desferir o golpe de misericórdia a cerca de metade das forças da FANK.

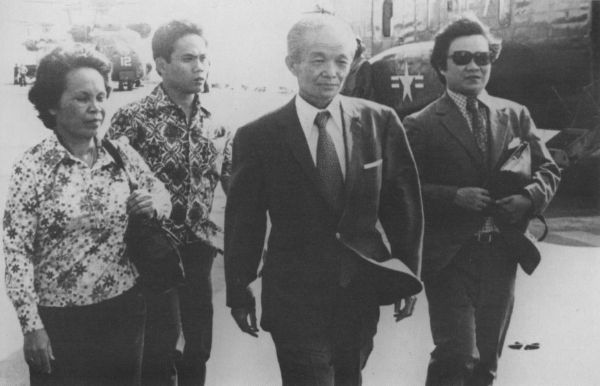
Saukham Khoy, sucessor de Lon Nol como Presidente da República Khmer, chega a bordo do em 12 de abril de 1975, após ser evacuado de Phnom Penh.

Lon Nol demitiu-se e deixou o país em 1 de Abril, esperando que um acordo negociado ainda fosse possível se ele estivesse ausente da cena política. Saukam Khoy tornou-se presidente interino de um governo que tinha menos de três semanas de vida. Os esforços de última hora por parte dos EUA para chegar a um acordo de paz envolvendo Sihanouk terminaram em fracasso. Quando uma votação no Congresso dos EUA para a retoma do apoio aéreo americano falhou, o pânico e uma sensação de desgraça tomaram conta da capital. A situação foi melhor descrita pelo General Sak Sutsakhan (agora chefe do Estado-Maior da FANK):
A imagem da República Khmer que me veio à mente naquela época era a de um homem doente que sobreviveu apenas por meios externos e que, no seu estado, a administração de medicamentos, por mais eficiente que fosse, provavelmente não tinha mais valor.
Em 12 de abril, concluindo que tudo estava perdido, os EUA evacuaram o pessoal da sua embaixada de helicóptero durante a Operação Eagle Pull. Os 276 evacuados incluíam o embaixador dos EUA John Gunther Dean, outro pessoal diplomático americano, o presidente interino Saukam Khoy, altos funcionários do governo da República Khmer e suas famílias, e membros da mídia noticiosa. Ao todo, 82 cidadãos norte-americanos, 159 cambojanos e 35 nacionais de países terceiros foram evacuados. Embora convidado pelo embaixador Dean para se juntar à evacuação (e para grande surpresa dos americanos), o príncipe Sisowath Sirik Matak, Long Boret, Lon Non (irmão de Lon Nol) e a maioria dos membros do gabinete de Lon Nol recusaram a oferta. Todos eles escolheram partilhar o destino do seu povo. Os seus nomes não foram publicados nas listas de morte e muitos confiaram nas afirmações do Khmer Vermelho de que antigos funcionários do governo não seriam assassinados, mas seriam bem-vindos para ajudar a reconstruir um novo Camboja.
Após a partida dos americanos (e Saukam Khoy), um Comité Supremo de sete membros, chefiado pelo General Sak Sutsakhan, assumiu a autoridade sobre a República em colapso. Em 15 de abril, as últimas defesas sólidas da cidade foram superadas pelos comunistas. Nas primeiras horas da manhã de 17 de abril, o comitê decidiu transferir a sede do governo para a província de Oddar Meanchey, no noroeste. Por volta das 10h00, a voz do General Mey Si Chan do Estado-Maior da FANK foi transmitida pela rádio, ordenando a todas as forças da FANK que cessassem os disparos, uma vez que "estavam em curso negociações" para a rendição de Phnom Penh.
A guerra havia terminado, mas os planos sinistros do Khmer Vermelho estavam prestes a se concretizar no recém-proclamado Kampuchea Democrático . Long Boret foi capturado e decapitado nas dependências do Cercle Sportif, enquanto um destino semelhante aguardaria Sirik Matak e outros altos funcionários. Os oficiais da FANK capturados foram levados ao Hotel Monoram para escreverem suas biografias e depois levados ao Estádio Olímpico, onde foram executados.:192–3 As tropas do Khmer Vermelho começaram imediatamente a esvaziar à força a capital, empurrando a população para o campo e matando dezenas de milhares de civis no processo. O Ano Zero havia começado.

## Causas das mortes
Das 240.000 mortes Khmer-Cambojanas durante a guerra, o demógrafo francês Marek Sliwinski atribui 46,3% a armas de fogo, 31,7% a assassinatos (uma tática usada principalmente pelo Khmer Vermelho), 17,1% a bombardeios (principalmente dos EUA) e 4,9% a acidentes. Outros 70 mil cambojanos de ascendência vietnamita foram massacrados com a cumplicidade do governo de Lon Nol durante a guerra.

## Crimes de guerra

### Atrocidades
Na Guerra Civil Cambojana, os insurgentes do Khmer Vermelho teriam cometido atrocidades durante a guerra. Estes incluem o assassinato de civis e prisioneiros de guerra através do corte lento de suas cabeças, parte por parte, todos os dias, a destruição de wats budistas e o assassinato de monges, ataques a campos de refugiados envolvendo o assassinato deliberado de bebês e ameaças de bomba. contra trabalhadores humanitários estrangeiros, o rapto e assassinato de jornalistas, e o bombardeamento de Phnom Penh durante mais de um ano. Relatos de jornalistas afirmaram que o bombardeio do Khmer Vermelho "torturou a capital quase continuamente", infligindo "mortes e mutilação aleatórias" em 2 milhões de civis presos.
O Khmer Vermelho evacuou à força toda a cidade depois de tomá-la, no que foi descrito como uma marcha da morte: François Ponchaud escreveu: "Nunca esquecerei um aleijado que não tinha mãos nem pés, contorcendo-se no chão como um verme decepado, ou um pai chorando carregando sua filha de dez anos enrolada em um lençol amarrado no pescoço como uma tipoia, ou o homem com o pé pendurado na ponta de uma perna à qual estava preso apenas por pele"; John Swain lembrou que o Khmer Vermelho estava "despejando pacientes dos hospitais como lixo nas ruas... Em cinco anos de guerra, esta é a maior caravana de miséria humana que já vi."

### Uso de crianças
O Khmer Vermelho explorou milhares de crianças insensíveis e recrutadas no início da adolescência para cometer assassinatos em massa e outras atrocidades durante o genocídio. As crianças doutrinadas foram ensinadas a seguir qualquer ordem sem hesitação. Durante a guerra de guerrilha após ter sido deposto, o Khmer Vermelho continuou a usar amplamente crianças até pelo menos 1998. Durante este período, as crianças foram destacadas principalmente em funções de apoio não remuneradas, tais como transportadores de munições, e também como combatentes.